# Els Colls (Sant Pere de Ribes)
|  | Per a altres significats, vegeu «Casa del Mar». |

Els Colls és una urbanització al terme municipal de Sant Pere de Ribes, al Garraf. Pren el nom per ser al paratge conegut com els Colls, a tocar de la petita zona costanera que té el municipi, una àmplia zona forestal pertanyent a Sitges, Sant Pere de Ribes i Vilanova i la Geltrú. La urbanització d'aquesta zona va provocar un fort rebuig social a bona part de la comarca del Garraf, amb manifestacions, festes reivindicatives i banderoles penjades a molts balcons, però no es va poder aturar i finalment, a final dels anys 1990 es començà a construir. El 2023 tenia 507 habitants.